# Antônio Gonçalves Dias
Antônio Gonçalves Dias (Caxias, Maranhão, 10 de agosto de 1823 - Guimarães, Maranhão, 3 de noviembre de 1864) fue un poeta y especialista en teatro brasileño.

## Biografía
Nació en Caxias, Maranhão, hijo de una unión no matrimonial entre un comerciante portugués con una mestiza zamba brasileña. Estudió inicialmente por un año con el profesor José Joaquim de Abreu, cuando comenzó a trabajar como cajero y a tratar de lograr la escrituración del comercio de su padre, quien fallece en 1837.
Comenzó sus estudios de latín, francés y filosofía en 1835 cuando fue matriculado en un colegio particular.
Estudió en Europa, en Portugal en 1838 donde terminó sus estudios secundarios e ingresó en la Facultad de Derecho de la Universidad de Coímbra (en 1840), regresando en 1845, después de graduarse. Pero antes de regresar, todavía en Coímbra, participó de los grupos de la Gazeta Literária y de O Trovador, compartiendo las ideas románticas de Almeida Garrett, Alexandre Herculano y Antonio Feliciano de Castilho. Por hallarse tanto tiempo fuera de su patria se inspiró para escribir la Canção do exílio y parte de los poemas de "Primeiros cantos" y "Segundos cantos"; el drama Patkull; y "Beatriz de Cenci", después rechazado por ser considerado un texto «inmoral» por el  Conservatorio Dramático de Brasil. Fue en este período cuando escribió fragmentos del romance biográfico "Memórias de Agapito Goiaba", destruido después por el propio poeta, por contener alusiones a personas aún vivas.
En el año siguiente a su regreso conoció aquella mujer que sería su más grande musa inspiradora: Ana Amélia Ferreira Vale. Varias de sus piezas románticas, inclusive Ainda uma vez — Adeus fueron escritas para ella. En ese mismo año viajó a Río de Janeiro, en ese momento capital de Brasil, donde trabajó como profesor de historia y latín del Colegio Pedro II, además de desempeñarse como periodista, en diversos periódicos: Jornal do Commercio, Gazeta Oficial, Correio da Tarde e Sentinela da Monarquia, publicando crónicas, folletinrs teatrales y haciendo crítica literária. 

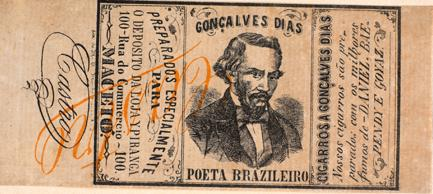
Litografía de Gonçalves Dias en el rótulo de un cigarro.

En 1849 fundó con Manuel de Araújo Porto-Alegre y Joaquim Manuel de Macedo la revista Guanabara, que divulgaba el movimiento romántico de la época. En 1851 regresó a São Luís do Maranhão, a pedido del gobierno para estudiar el problema de la educación pública en aquel estado.
Gonçalves Dias le pidió a Ana Amélia casamiento en 1852, pero la familia de ella, debido a la ascendencia mestiza del escritor, refutó este pedido. En ese mismo año regresó a Río de Janeiro, donde se casó con Olímpia da Costa. Luego fue nombrado oficial de la Secretaría de Negocios Extranjeros. Pasó los siguientes cuatro años en Europa, realizando investigaciones sobre educación nacional. Al regresar a Brasil invitado a participar de la Comisión Científica de Exploración, debido a esto viajó por casi todo el norte del país.
Regresó a Europa en 1862 para un tratamiento de salud. Al no obtener resultados regresó a Brasil en 1864 en el navío Ville de Boulogne, que naufragó en la costa brasileña; se salvaron todos los pasajeros, excepto el poeta que fue olvidado agonizando en su lecho y se ahogó. El accidente ocurrió en los bajíos de Atins, cerca de la villa de Guimarães en Maranhão.
Su obra puede encuadrarse en el Romanticismo. Procuró formar un sentimiento nacionalista al incorporar asuntos, pueblos y paisajes brasileñas en la literatura nacional. Al igual que José de Alencar, desarrolló el indianismo.

## Obras
- 1843: Canção do exílio
- 1846: Primeiros cantos
- 1846: Meditação
- 1846: O Brazil e Oceania (prosa)
- 1848: Segundos Cantos
- 1848: As sextilhas de Frei Antão
- 1846: Seus Olhos
- 1857: Os timbiras
- 1851: I-Juca-Pirama
- 1858: Dicionário da Língua Tupi chamada língua geral dos indígenas do Brasil

## Bibliografía sobre el autor

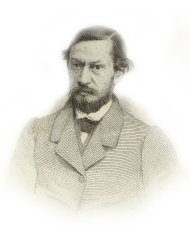
Gonçalves Dias